# Oposición al gobierno de Vladímir Putin en Rusia

La bandera blanca-azul-blanca utilizada como símbolo de rechazo al gobierno de Vladímir Putin.

La oposición al gobierno del presidente Vladímir Putin en Rusia —también conocida como oposición rusa—  se puede dividir entre los partidos parlamentarios de oposición en la Duma Estatal y las diversas organizaciones de oposición no sistémicas. Mientras que los primeros son vistos en gran medida como más o menos leales al gobierno y a Putin, los segundos se oponen al gobierno y en su mayoría no están representados en los organismos gubernamentales.
La "oposición sistémica" está compuesta por distintos partidos políticos principalmente por el Partido Comunista de la Federación de Rusia, Partido Liberal-Demócrata de Rusia,  y otros partidos menores. Estos grupos políticos, aunque teóricamente afirman estar en la oposición, generalmente apoyan las políticas del gobierno.
Los principales partidos políticos considerados parte de la oposición no sistémica incluyen Yábloko y el Partido de la Libertad del Pueblo, junto con el partido no registrado Rusia del Futuro y el Partido Libertario de Rusia. Otros grupos de oposición notables incluyeron el Consejo de Coordinación de la Oposición Rusa y La Otra Rusia, así como varias organizaciones no gubernamentales (ONG).
Sus partidarios varían en ideología política, desde liberales y socialistas hasta nacionalistas. Están unidos principalmente por su oposición al presidente Putin y la corrupción en el gobierno. Sin embargo, la falta de unidad dentro de la oposición también ha obstaculizado su posición. Las figuras de la oposición también afirman que se han aprobado varias leyes y otras medidas tomadas por el gobierno del presidente Putin para evitar que tengan éxito electoral.

## Acciones de la Oposición

### Marcha de los disidentes
La Marcha de los disidentes fue una serie de protestas de carácter político que tuvieron lugar el 16 de diciembre de 2006, en Moscú, el 3 de marzo de 2007, en San Petersburgo, el 24 de marzo de 2007, en Nizhni Nóvgorod, el 14 de abril de 2007, por segunda vez en Moscú y el 15 de abril de 2007, otra vez en San Petersburgo, el 18 de mayo en Samara, y por último el 19 de mayo en Cheliábinsk. Solo algunas de estas marchas tuvieron repercusión en los medios de comunicación occidentales.
Las marchas de los disidentes fueron precedidas, en diciembre de 2005, por otras protestas de la oposición política al gobierno en distintas ciudades rusas, donde el poder de convocatoria de la gente fue mucho menor.
La mayoría de las protestas no estaban autorizadas, aunque los convocantes normalmente desafiaban las prohibiciones. En general, las autoridades de las ciudades donde se programaba la marcha proponían a los manifestantes a reunirse en lugares más cercanos a la periferia de las mismas o prohibían directamente las manifestaciones. No obstante, de acuerdo con la legislación rusa, los organizadores de una marcha nada más han de informar a las autoridades de los propios actos para poder evitar así cualquier sanción, mientras que las autoridades no tienen derecho a prohibir una marcha en los lugares específicos en los que está programada por los convocantes.

### Protestas rusas de 2011-2013
El 5 de diciembre, las manifestaciones opositoras al gobierno comenzaron en Moscú con alrededor de 5.000 personas, las cuales denunciaban unas elecciones que consideraban viciadas, señalando a su vez al primer ministro, Vladímir Putin, y a su equipo de gobierno como 'cómplices' de este acontecimiento. Dentro de las exigencias que los activistas políticos reclamaban estaban que Putin dimitiera, y otros, en alas más radicales exigían una revolución en el país.

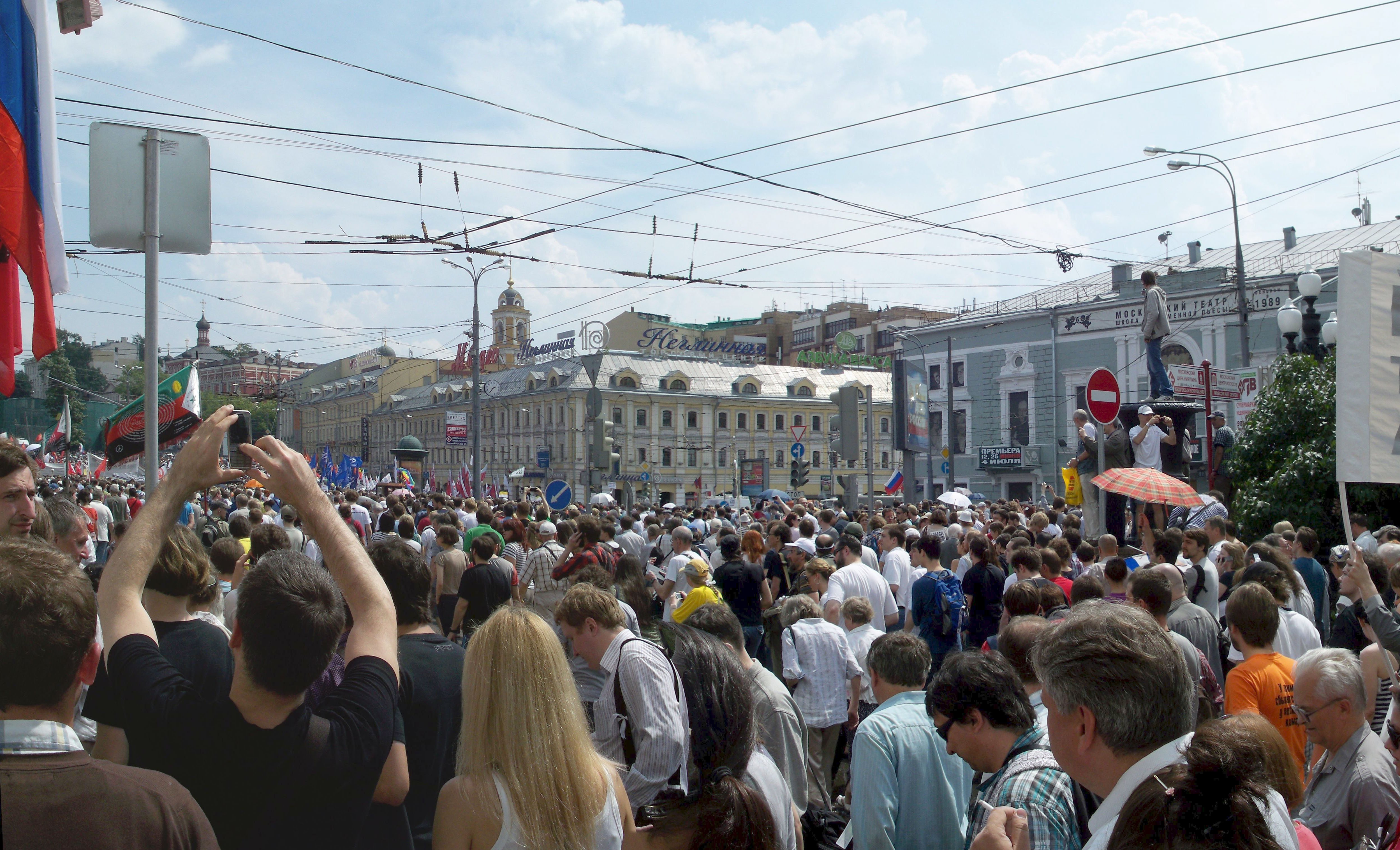
Protestas en Moscú el 12 de junio de 2012

Muchos simpatizantes del gobierno, incluyendo el grupo juvenil Nashi, se movilizaron el 6 de diciembre para manifestar su apoyo al gobierno en compañía de representantes del partido Rusia Unida; en total se concentraron 15.000 jóvenes de Nashi en la Plaza Manézhnaya acompañados de 8.000 efectivos de la Joven Guardia en la plaza de la Revolución. Por otro lado, cerca de 500 activistas del partido Rusia Unida marcharon cerca de la Plaza Roja. Camiones cargados de soldados y policías, así como un cañón de agua, se desplegaron delante a la espera de protestas contra el gobierno; más tarde se supo que 300 manifestantes habían sido detenidos en Moscú en la noche anterior, junto con otras 120 personas en San Petersburgo.
Durante la noche del 6 de diciembre, se informó que había por lo menos 600 manifestantes en la plaza Triumfálnaya coreando consignas contra Putin, mientras que en la Plaza de la Revolución, cercana del Kremlin, los manifestantes se enfrentaron con la policía antidisturbios y las tropas del Ministerio del Interior, con la policía. El número de manifestantes más tarde parece que llegó a más de 1.000 en la plaza Triumfálnaya y decenas de detenciones fueron denunciadas, entre ellas la de Borís Nemtsov, un líder de la oposición y ex viceministro, y la de Aleksei Navalny, un político y activista. Más de 250 personas fueron detenidas, con la policía utilizando buses para transportar a los sospechosos a las estaciones de cargos. Un periodista ruso alegó que fue golpeado por agentes de policía durante el cubrimiento de las protestas. Otras 200 detenciones se registraron en San Petersburgo y Rostov y 25 más en la misma noche de las manifestaciones contra el gobierno. Después de tres horas y media, las protestas de Moscú llegaron a su fin.
Los intentos de organizar una gran protesta en la capital el 7 de diciembre se apagaron debido a la gran presencia policial en la ciudad.
Las protestas fueron organizadas a través de un grupo de Facebook "Суббота на Площади Революции" (Sábado en la Plaza de la Revolución); se proyectaban que las manifestaciones fuesen desplegadas en 69 ciudades rusas durante el sábado 10 de diciembre. Por la respuesta del público se esperaban al menos 15.000 manifestantes se reunieran en Moscú, y más de 5.000 en San Petersburgo. A pesar de que las manifestaciones estuviesen planeadas para que se ejercieran durante esta fecha, los simpatizantes del evento crecieron y pedían continuar con las protestas masivas frente a la oposición del gobierno, a pesar del fuerte aumento de la participación prometida en la proyectada manifestación del sábado en Moscú en más de 20.000. En un principio, el permiso fue emitido a la Solidárnost para ejercer una manifestación legal de 300 personas en la Plaza de la Revolución, sin embargo, a partir del 8 de diciembre más de 25.000 aceptaron la invitación para asistir a Facebook. Según Putin, la policía y las fuerzas de seguridad fueron desplegados ese día para hacer frente a cualquier persona que participe en 'protestas ilegales' en Moscú u otras ciudades.

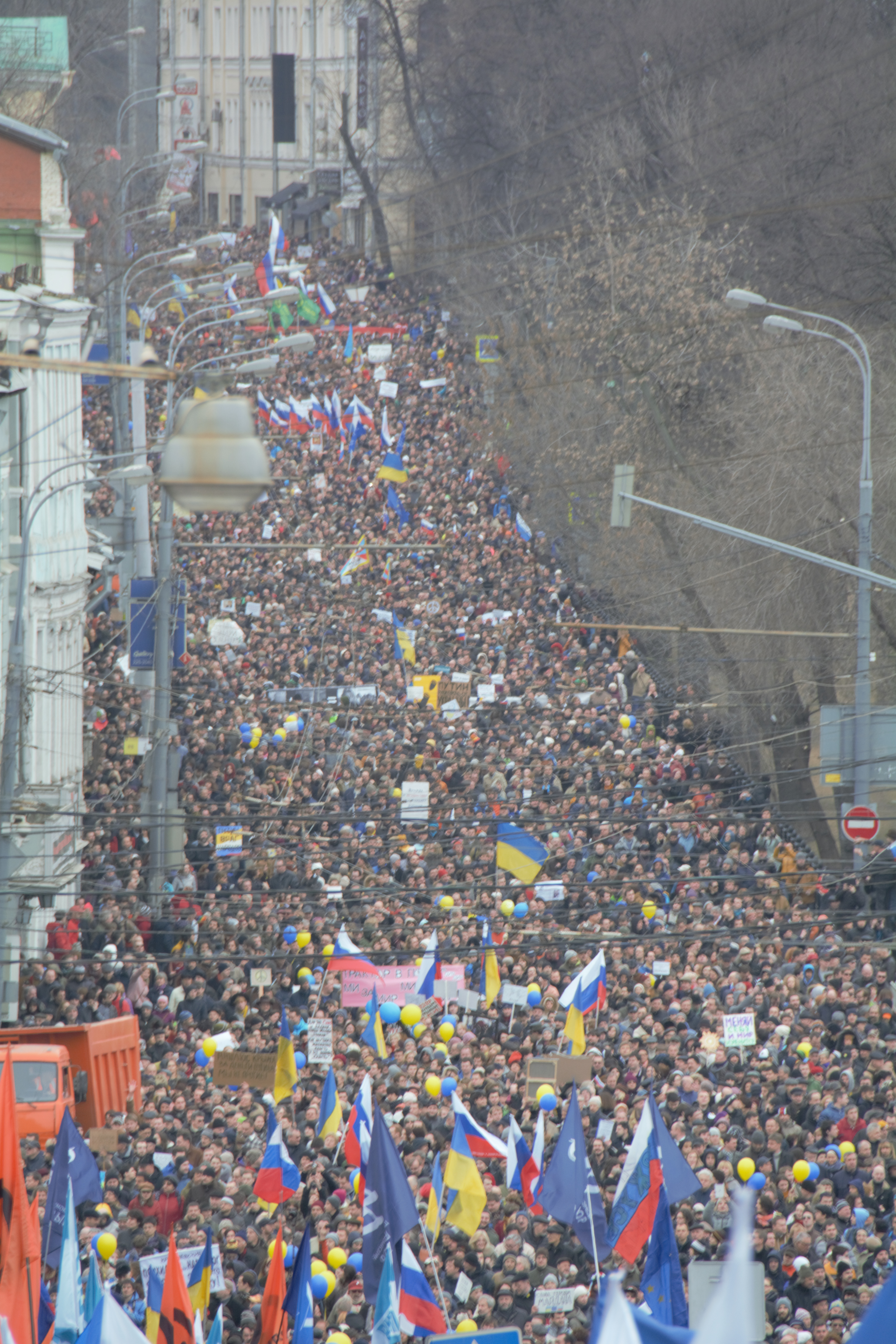
30.000 personas con banderas rusas y ucranianas, banderas de partidos políticos y símbolos de paz.

### Protestas en contra de la intervención en Ucrania de 2014
En 2014, miembros de la oposición rusa han realizado protestas contra la guerra en oposición a la Intervención militar en Ucrania tras la revolución ucraniana de 2014 y la crisis de Crimea. Las protestas de la Marcha por la Paz tuvieron lugar en Moscú el 15 de marzo, un día antes del Referéndum sobre el estatus político de Crimea . Las protestas han sido las más grandes en Rusia desde las protestas de 2011. Reuters informó que 30.000 personas participaron en la manifestación contra la guerra del 15 de marzo.

### Protestas rusas en 2017-2018
En marzo de 2017, el entorno en el país ya era tenso. El descontento fue provocado por la presunta actividad corrupta del Primer Ministro Dmitri Medvédev (Dimón, para amigos) presentada en la película de investigación No lo llamen Dimón por la Fundación Anticorrupción, demolición inadecuada de apartamentos en Moscú y huelgas prolongadas de camioneros relacionadas con el sistema de peaje de Platón, en curso desde 2015. Las protestas nacionales contra la supuesta corrupción en el gobierno federal ruso tuvieron lugar simultáneamente en más de 100 ciudades en todo el país el 26 de marzo de 2017. Fueron causadas por la falta de respuesta adecuada de las autoridades rusas a la película de investigación publicada No lo llamen Dimón, que obtuvo más de 27 millones de visitas en YouTube. El domingo por la noche, la policía antidisturbios con armadura y cascos había arrastrado a más de 1.000 manifestantes en el centro de Moscú, mientras la multitud, que sumaba decenas de miles, vitoreó, silbó y cantó: "¡Qué vergüenza!", "¡Medvédev, dimite!" y "¡Putin es un ladrón!"  La encuesta del Centro Levada mostró que el 38% de los encuestados rusos apoyaban las protestas y que el 67% consideraba a Putin "totalmente" o "en gran medida" responsable de la corrupción de alto nivel.
Una nueva ola de protestas masivas ocurrió el 12 de junio de 2017. Después del arresto de Alekséi Navalny el 29 de septiembre, horas antes de una manifestación planificada en Nizhni Nóvgorod, se anunció una nueva ola de protestas para el 7 de octubre, el cumpleaños de Vladímir Putin. Las protestas y los levantamientos continuaron en 2018 con la tendencia a la radicalización: una cantidad récord de manifestantes fue detenida el 5 de mayo, dos días antes de la toma de posesión de Putin. Se realizaron mítines masivos en más de 60 ciudades de toda Rusia. En San Petersburgo y Moscú hubo peleas entre manifestantes y policías que trabajaban con cosacos.

### Protestas por las pensiones rusas de 2018
Desde julio de 2018, casi todos los fines de semana, se organizaron manifestaciones y manifestaciones de protesta contra el aumento planificado de la edad de jubilación. Tales eventos ocurrieron en casi todas las principales ciudades del país, incluidas Novosibirsk, San Petersburgo y Moscú. Estos eventos fueron coordinados por todos los partidos de oposición con el papel principal de los comunistas. También los sindicatos y algunos políticos individuales (entre ellos Navalny) funcionaron como organizadores de las acciones públicas.
La intención de aumentar la edad de jubilación ha reducido drásticamente la calificación del presidente Vladímir Putin y el primer ministro Dmitry Medvédev en Rusia. Entonces, en julio de 2018, solo el 49% votaría por Putin si las elecciones presidenciales se celebraran en ese momento (mientras que durante las elecciones de marzo de 2018, obtuvo el 76,7%).

### Protestas rusas de 2021
El 23 de enero de 2021 se celebraron protestas en toda Rusia en apoyo del líder de la oposición rusa Alekséi Navalni, detenido y encarcelado tras regresar a Rusia el 17 de enero tras su envenenamiento. Unos días antes de las protestas, se publicó una investigación de Navalny y su Fundación Anticorrupción, acusando a Putin de corrupción. El video obtuvo 70 millones de visitas en pocos días.
Desde el encarcelamiento de Navalny, se observó un "endurecimiento del rumbo" desde el lado del gobierno, con la opción de "ir al oeste o al este" que se ofreció a figuras prominentes de la oposición, lo que significa una alternativa no negociable de emigrar ("Oeste") o a colonias penitenciarias ("Este"). Entre los que abandonaron Rusia se encuentran los políticos Lyubov Sobol, Dmitry Gudkov, Iván Zhdanov (cuyo padre había sido arrestado en Rusia como rehén), Kira Yarmysh, los periodistas Andrei Soldatov, Irina Borogan, Roman Badanin. La ola de represiones también se ha relacionado con las elecciones a la Duma de septiembre de 2021.

### Protestas contra la invasión rusa a Ucrania

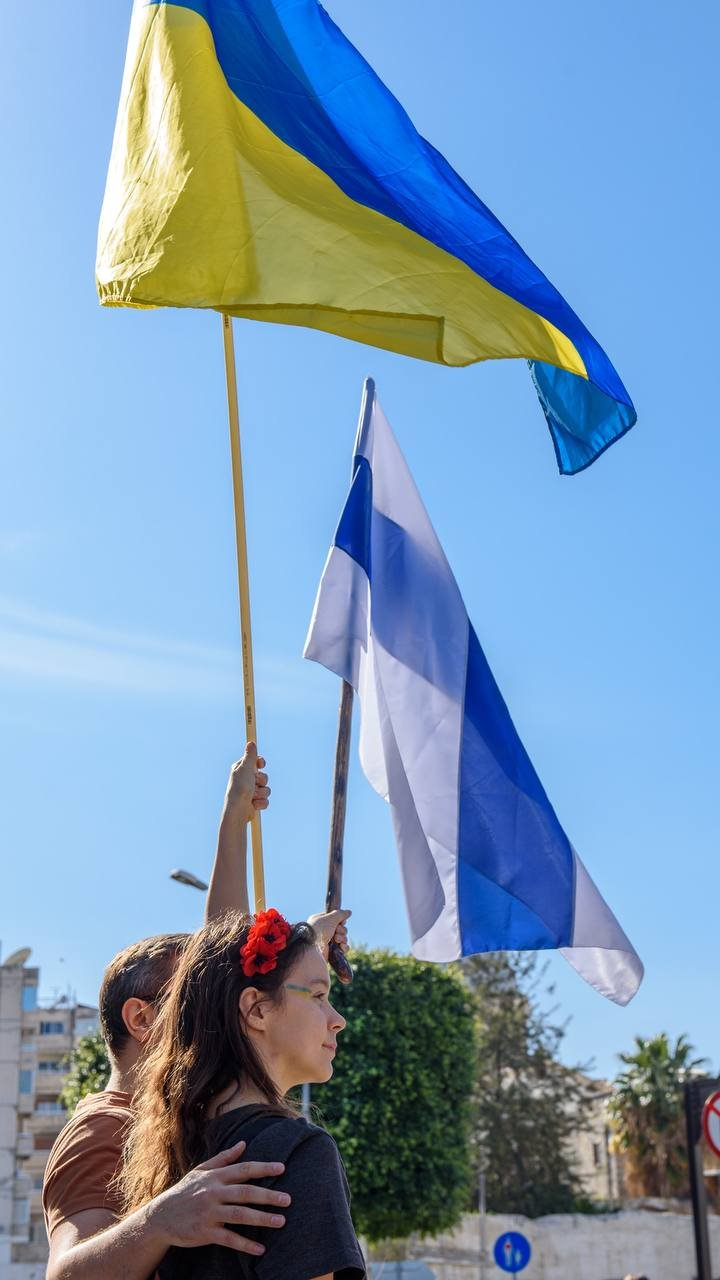
Manifestantes con la bandera de Ucrania y la bandera blanca-azul-blanca

Tras la invasión rusa de Ucrania en 2022, los manifestantes han utilizado la bandera blanca-azul-blanca como símbolo de oposición, aunque no todos usaron la bandera. Varios activistas de la oposición (como Maria Motuznaya) habían criticado la justificación de AssezJeune (uno de los creadores de la bandera) para eliminar la franja roja.
En la tarde de la invasión rusa de Ucrania, el Comité de Investigación de Rusia emitió una advertencia a los rusos de que enfrentarían repercusiones legales por unirse a protestas no autorizadas relacionadas con "la tensa situación política exterior".
Las protestas se han enfrentado a una represión generalizada por parte de las autoridades rusas. Según OVD-Info, al menos 14 906 personas fueron detenidas entre el 24 de febrero y el 13 de marzo, incluidos los arrestos masivos en un solo día más grande en la historia de la Rusia postsoviética el 6 de marzo. Las organizaciones de derechos humanos y los periodistas han expresado su preocupación por la brutalidad policial durante los arrestos y OVD-Info informó sobre varios casos de manifestantes torturados bajo detención. El gobierno también se ha movido para tomar medidas enérgicas contra otras formas de oposición a la guerra, incluida la introducción de medidas de censura generalizadas. Otras personas que firmaron peticiones contra la guerra se han enfrentado a represalias.
El 17 de marzo, Putin pronunció un discurso en el que llamó a los opositores de la guerra "escoria y traidores", diciendo que una "autolimpieza natural y necesaria de la sociedad solo fortalecerá a nuestro país". Las autoridades rusas estaban alentando a los rusos a denunciar a sus amigos, colegas y familiares a la policía por expresar su oposición a la guerra en Ucrania. 
Más de 2.000 personas fueron detenidas o multadas en mayo de 2022 en virtud de las leyes que prohíben la información "falsa" sobre el ejército.  En julio de 2022, Alekséi Górinov, miembro del consejo del distrito de Krasnoselsky en Moscú, fue condenado a siete años de prisión después de hacer comentarios contra la guerra en una reunión del consejo en marzo.  El abogado Pável Chíkov dijo que esta era la primera pena de cárcel bajo las nuevas leyes rusas de censura de guerra de 2022.

## Participación en elecciones
Algunas figuras de la oposición, por ejemplo, el gran maestro de ajedrez Garri Kaspárov, dijeron que no hay elecciones en la Rusia de Putin, Por otro lado, una pequeña parte de los liberales (el partido de "Opción Democrática") considera las elecciones como la principal herramienta para lograr sus objetivos políticos

## Campañas actuales de la Oposición
- Difusión de informes anti-Putin: Putin. Resultados. 10 años (2010), Putin. Corrupción (2011), Life of a Slave on Galleys (2012). Las versiones en video de estos informes, titulados Mentiras del régimen de Putin, han sido vistas por cerca de 10 millones de veces en Internet.[32]

Además, se llevan a cabo series de acciones a menor escala. Por ejemplo, en Moscú en la primavera de 2012 vieron una serie de flash mobs "Plaza Blanca", cuando los manifestantes caminaron por la Plaza Roja con cintas blancas, a fines de la primavera y el verano, organizaron el campamento de protesta "Occupy Abay" y en otoño celebraron semanalmente "Caminatas por la libertad" con las cadenas que simbolizan la solidaridad con los presos políticos.
Una custodia es una demostración de parodia en la que los participantes se burlan suavemente de las políticas del Kremlin.

## Símbolos
La bandera blanca-azul-blanca es un símbolo de oposición a la invasión rusa de Ucrania en 2022 que ha sido utilizada por los manifestantes rusos contra la guerra. También se ha utilizado como símbolo de oposición al actual gobierno de Rusia.

## Cultura Popular

### Libros
- 12 Who Don't Agree (2009), libro de no ficción de Valery Panyushkin
- Winter is Coming (2015), libro de no ficción del ex gran maestro de ajedrez ruso Garri Kaspárov

### Películas
- Les Enfants terribles de Vladimir Vladimirovitch Poutine (2006)
- Esta es nuestra ciudad (2007), de Alexander Shcherbanosov
- La revolución que no fue (2008), de Alyona Polunina
- Término [ru] (2018), de Alexander Rastorguyev [ru; Reino Unido]
- El palacio de Putin: historia del soborno más grande del mundo (2021), por Alekséi Navalni
- Navalny (2022), de Daniel Roher